# Paul Wangs Skæbne
Paul Wangs Skæbne er en dansk stum dramafilm fra 1909 produceret af Nordisk Films Kompagni og instrueret af Viggo Larsen, der også medvirker i filmen.

## Handling
Den unge Paul Wang af en god og rig familie tager til storbyen for at studere. Der møder han en fordærvet kvinde, der udnytter ham og forlanger penge for at blive hos ham. Kærligheden får ham til at blive en forbryder og til at snyde i kortspil. Kvinden forlader ham på trods, og Paul Wang går i hundene og flakker rundt blandt byens bærme på skumle værtshuse, hvor han en dag møder kvinden og hendes forbryder venner. Paul har fortsat penge på sig, som han har fået på forbryderisk vis, men som han ikke har kunnet få sig selv til at bruge. Han smider de beskidte penge på skøgen, men bliver herefter overfaldet og mishandlet af gæsterne på beværtningen. Han ender i rendestenen, hvor end ikke politiet vil have noget med ham at gøre. Til sidst tager Paul hjem til familien, hvor han atter genforenes med familien og græder ud ved sin moders bryst.

## Medvirkende
- Elith Pio
- Gustav Lund
- Petrine Sonne
- Viggo Larsen
- Rigmor Jerichau
- Sofus Wolder